# FIA European Truck Racing Championship 2011
Die Truck-Racing-Europameisterschaft 2011 (auch: FIA ETRC 2011 oder FIA European Truck Racing Championship 2011) war eine europaweit von der FIA ausgetragene Motorsport-Rennmeisterschaft in der Gruppe F (Renntrucks). Die zehn (10) Läufe mit je vier (4) Rennen umfassende Truck-Racing-EM war die 27. überhaupt und die sechste (6.) seit sie 2006 von der FIA zur Meisterschaft (Championship) erhoben wurde. Zuvor hatte sie lediglich den Status eines Cups.
Jochen Hahn auf MAN gewann die Meisterschaft vor Antonio Albacete (ebenfalls MAN) und Adam Lacko im Renault Truck.
Die Team-Wertung gewannen Antonio Albacete und Uwe Nittel als Team Cepsa-Truck Sport Lutz Bernau auf MAN vor Markus Bösiger und Markus Oestreich (Team MKR Technology auf Renault) sowie dem drittplatzierten MKR Team 14 Juniors bestehend aus Adam Lacko und Anthony Janiec, ebenfalls Renault.

## Rennkalender
| Lauf | Datum                  | Rennen                 | Ort              | Strecke               | Platz 1 (nach Punkten) | Punkte | Platz 2 (nach Punkten) | Punkte | Platz 3 (nach Punkten) | Punkte |
| ---- | ---------------------- | ---------------------- | ---------------- | --------------------- | ---------------------- | ------ | ---------------------- | ------ | ---------------------- | ------ |
| 1.   | 22.–24. April 2011     | Vereinigtes Königreich | Castle Donington | Donington Park        | Markus Oestreich       | 51     | Uwe Nittel             | 39     | Antonio Albacete       | 37     |
| 2.   | 21.–22. Mai 2011       | Italien                | Misano           | Misano World Circuit  | Jochen Hahn            | 60     | Antonio Albacete       | 47     | Markus Oestreich       | 28     |
| 3.   | 04.–05. Juni 2011      | Spanien                | Albacete         | Circuito de Albacete  | Jochen Hahn            | 57     | Adam Lacko             | 39     | David Vršecký          | 31     |
| 4.   | 18.–19. Juni 2011      | Frankreich             | Nogaro           | Circuit Paul Armagnac | Jochen Hahn            | 53     | Antonio Albacete       | 42     | Uwe Nittel             | 36     |
| 5.   | 08.–10. Juli 2011      | Deutschland            | Nürburg          | Nürburgring           | Antonio Albacete       | 46     | Jochen Hahn            | 41     | Markus Oestreich       | 36     |
| 6.   | 30.–31. Juli 2011      | Russland               | Smolensk         | Smolensk-Ring         | Jochen Hahn            | 46     | David Vršecký          | 38     | Markus Bösiger         | 35     |
| 7.   | 27.–28. August 2011    | Tschechien             | Most             | Autodrom Most         | Adam Lacko             | 44     | David Vršecký          | 39     | Markus Bösiger         | 38     |
| 8.   | 17.–18. September 2011 | Belgien                | Zolder           | Circuit Zolder        | Antonio Albacete       | 57     | Markus Oestreich       | 35     | Markus Bösiger         | 34     |
| 9.   | 01.–02. Oktober 2011   | Spanien                | San Sebastián    | Circuito del Jarama   | Antonio Albacete       | 48     | Jochen Hahn            | 38     | Adam Lacko             | 36     |
| 10.  | 08.–09. Oktober 2011   | Frankreich             | Le Mans          | Circuit Bugatti       | Jochen Hahn            | 40     | Adam Lacko             | 34     | Markus Oestreich       | 30     |

## Wertung
An jedem Rennwochenende wurden vier Rennen gefahren, zwei am Samstag und zwei am Sonntag.

### Umkehr-Regelung
Beim jeweils 2. Tagesrennen (also Rennen 2 und 4 je Rennwochenende) wurde durch die Umkehr-Regelung die Startaufstellung des vorherigen Rennens teilweise umgedreht; dies betrifft die Top 8 am Zieleinlauf.
- Der Sieger der Rennen 1 und 3 eines Wochenendes (jeweils erstes Tagesrennen) ging also im darauffolgenden Rennen (2 und 4) von Position 8 aus ins Rennen.
- Der Achtplatzierte (8.) der Rennen 1 und 3 eines Wochenendes (jeweils zweites Tagesrennen) begann das darauffolgende Rennen (2 und 4) jedoch von der Pole-Position.
- Die Plätze dazwischen wurden entsprechend umgekehrt.

### Bewertungsschema
Bei der Wertung wurde zwischen den Rennen mit und ohne Umkehr-Regelung unterschieden (Platz 1 – 10):
- Rennen 1 und 3 (ohne Umkehr-Regelung): 20, 15, 12, 10, 8, 6, 4, 3, 2, 1 Punkt(e)
- Rennen 2 und 4 (mit Umkehr-Regelung): 10, 9, 8, 7, 6, 5, 4, 3, 2, 1 Punkt(e)

## Tabelle
In der Truck-Racing-Europameisterschaft 2011 gab es zwei grundsätzliche Kategorien, die bewertet wurden:
- In der Fahrerwertung wurden den jeweiligen Rennfahrern (stellvertretend für ihre jeweiligen Teams) nach oben erläutertem Schema Punkte vergeben. Europameister wurde der Fahrer, der am Ende am meisten Punkte gesammelt hatte.
- In der Team-Wertung schlossen sich zwei oder mehr Fahrer zu einem Team zusammen und sammelten so gemeinsam Punkte. Der Sieger dieser Kategorie wurde ebenfalls, wer am Ende am meisten Punkte gesammelt hat.

### Fahrer-Wertung
Tabellen-Endstand nach dem Saisonfinale in Le Mans, Frankreich (Circuit Bugatti):
| Pl. | Fahrer             | Marke        | Punkte |
| --- | ------------------ | ------------ | ------ |
| 1.  | Jochen Hahn        | MAN          | 402    |
| 2.  | Antonio Albacete   | MAN          | 355    |
| 3.  | Adam Lacko         | Renault      | 317    |
| 4.  | Markus Oestreich   | Renault      | 287    |
|     | David Vršecký      | Freightliner | 287    |
| 6.  | Markus Bösiger     | Renault      | 262    |
| 7.  | Uwe Nittel         | MAN          | 215    |
| 8.  | Christopher Levett | Freightliner | 129    |
| 9.  | Alexander Lwow     | MAN          | 102    |
| 10. | Anthony Janiec     | Renault      | 95     |

| Rang | Fahrer               | Marke   | Punkte |
| ---- | -------------------- | ------- | ------ |
| 11   | Stuart Oliver        | MAN     | 79     |
| 12   | Norbert Kiss         | MAN     | 63     |
| 13   | Gerd Körber          | Iveco   | 37     |
| 14   | Javier Mariezcurrena | MAN     | 32     |
| 15   | Mika Mäkinen         | MAN     | 20     |
|      | Jose Bermejo         | MAN     | 16     |
| 17   | Matthew Summerfield  | MAN     | 11     |
| 18   | Jérémy Robineau      | MAN     | 4      |
| 19   | Jean-Pierre Blaise   | Renault | 3      |
| 20   | Zoltan Birnbauer     | MAN     | 2      |

### Team-Wertung
Tabellen-Endstand nach dem Saisonfinale in Le Mans, Frankreich (Circuit Bugatti):
| Rang | Team                       | Fahrer                            | Trucks       | Punkte |
| ---- | -------------------------- | --------------------------------- | ------------ | ------ |
| 1    | CEPSA/Nittel               | Antonio Albacete, Uwe Nittel      | MAN          | 680    |
| 2    | MKR Technology             | Markus Bösiger, Markus Oestreich  | Renault      | 654    |
| 3    | MKR Team 14 Juniors        | Adam Lacko, Anthony Janiec        | Renault      | 538    |
| 4    | Buggyra Int. Racing System | David Vršecký, Christopher Levett | Freightliner | 532    |
| 5    | OXXO Energy                | Zoltan Birnbauer, Mika Mäkinen    | MAN          | 221    |